# Naturforschende Gesellschaft zu Freiburg im Breisgau
Die Naturforschende Gesellschaft zu Freiburg im Breisgau (NFG) ist ein Verein in der Stadt Freiburg im Breisgau. Er wurde 1821 gegründet. Er ist nicht zu verwechseln mit dem ebenfalls in Freiburg angesiedelten Badischen Landesverein für Naturkunde und Naturschutz e.V. Eine Fusion beider Vereine wurde 2018 auf Vorstandsebene diskutiert, jedoch nicht umgesetzt.
Zweck der Gesellschaft ist die Förderung der Naturwissenschaften, insbesondere der Naturforschung in Baden und in den angrenzenden Ländern (RegioTriRhena). Angeboten werden öffentliche, wissenschaftliche Vorträge und Exkursionen. Eng verbunden ist der Verein mit der Albert-Ludwigs-Universität Freiburg.
Im Jubiläumsjahr 2021 hatte die NFG 190 Mitglieder. Vorsitzender ist seit 2005 Werner Konold.

## Publikationen
Seit 1886 erscheinen die Berichte der Naturforschenden Gesellschaft zu Freiburg. Sie stammen vorrangig von Wissenschaftlern. Die Vorgängerzeitschrift Berichte über die Verhandlungen der naturforschenden Gesellschaft zu Freiburg i. B. war seit 1858 erschienen.

## Autoren (Auswahl) bzw. bekannte Mitglieder
- Oskar de la Camp
- Nikolaus Creutzburg
- Henning Illies
- Sigurd Janssen
- Ekkehard Liehl
- Otto Mangold
- Friedrich Metz
- Wilhelm von Möllendorff
- Ludwig Neumann
- Friedrich Oehlkers
- Max Pfannenstiel
- Carl Josef Selb
- Hans Spemann
- Hermann Staudinger
- Hansjürg Steinlin
- Gustav Steinmann
- Paul Uhlenhuth